# Gosia Rdest

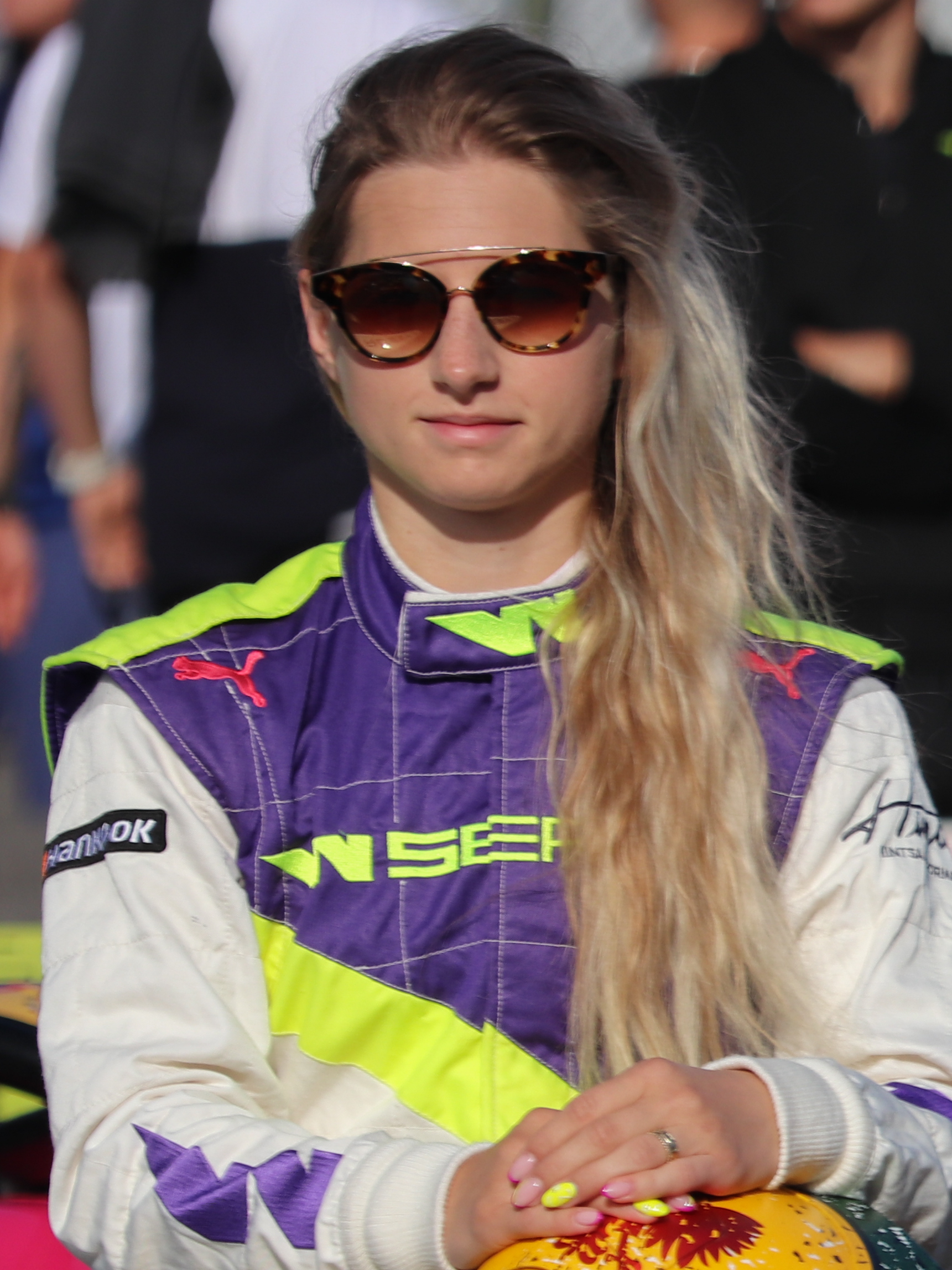
Rdest tijdens de 2019 Brands Hatch W Series-ronde.

Małgorzata "Gosia" Rdest (Żyrardów, 14 januari 1993) is een Pools autocoureur.

## Carrière
Rdest begon haar autosportcarrière in het karting in 2009, waarin ze in 2011 nationaal kampioen werd in de juniorklasse. In 2012 maakte zij de overstap naar het formuleracing, waarin zij werd gescout door BMW. Zij kwam uit in de finale van de Formule BMW Talent Cup op de Motorsport Arena Oschersleben, waar zij alle races in de top 10 eindigde en tiende werd in de eindstand met 13 punten.
In 2013 maakte Rdest de overstap naar het BRDC Formule 4-kampioenschap, waarin zij bij het team Douglas Motorsport teamgenoot werd van Sennan Fielding. Aangezien vrijwel alle andere deelnemers meer ervaring hadden in formulewagens, kwam zij niet verder dan een achttiende plaats in de eindstand met 121 punten en een elfde plaats op het Snetterton Motor Raccing Circuit als beste raceklassering. Desondanks won zij de "Who Zooms"-award, die aan haar werd uitgereikt omdat zij tijdens het seizoen de meeste inhaalacties had uitgevoerd.
In 2014 stapte Rdest over naar de sportwagens, waarin zij debuteerde in de Midden-Europese Volkswagen Polo Cup. Haar beste raceklassering was een zesde plaats tijdens haar thuisrace op het Tor Poznań. Met 178 punten eindigde zij op de veertiende plaats in het kampioenschap. Tussen 2015 en 2017 nam zij deel aan alle gehouden seizoenen van de Audi Sport TT Cup. Zij behaalde drie podiumplaatsen in deze periode; in 2016 werd zij derde op de Nürburgring en in 2017 eindigde zij tweemaal op de tweede plaats tijdens de seizoensopener op de Hockenheimring. Zij werd achtereenvolgens twaalfde, achtste en zesde in het eindklassement.
In 2018 kwam Rdest uit in de GT4-categorie, waarin zij actief bleef voor Audi bij het Duitse team Phoenix Racing. Voor dit team reed zij in zowel de GT4 Central European Cup als de GT4 International Cup. In de Central European Cup reed zij enkel in het raceweekend op de Nürburgring met Óscar Tunjo als teamgenoot; in de eerste race werden zij tweede, terwijl zij de tweede race wonnen. Hierdoor werden zij met 43 punten twaalfde in de eindstand. De International Cup werd gehouden over een enkele race op het Bahrain International Circuit. Rdest reed hier met teamgenoot Max Hesse naar de achtste plaats in de race-uitslag en de derde plaats in de Pro Am-klasse.
In 2019 begon Rdest het seizoen in de 24 uur van Dubai, waarin zij voor het team MRS GT-racing en met vier andere coureurs tweede werd in de Porsche 991-klasse. Aansluitend werd zij geselecteerd als een van de achttien coureurs in het eerste seizoen van de W Series, een kampioenschap waar enkel vrouwen aan deelnemen.